# ウェルニッケ野
ウェルニッケ野（ウェルニッケや、英: Wernicke's area）は、ヒトの皮質の一部を形成する大脳の一部で、上側頭回の後部に位置する。知覚性言語中枢とも呼ばれ、他人の言語を理解するはたらきをする。

## 概要
ウェルニッケ野は聴覚野を囲むように存在し、シルヴィウス溝 (中でも側頭葉と頭頂葉が接する部分)に接する。ブロードマンの脳地図における22野にあたり、多くの人の場合、言語中枢は左半球に局在しているので、ウェルニッケ野は左半球に存在する。脳卒中時の中大脳動脈閉塞はこの領域の機能に影響を及ぼす。
ウェルニッケ野という名前はドイツの神経科学者で外科医のカール・ウェルニッケの名からつけられた。彼は1874年にこの領域の障害がウエルニッケ失語、または感覚性失語と呼ばれる特有の失語症を起こすことを発見した。
この失語症の症状は 言語理解の障害と、音声言語の場合は自然な発音のリズム、比較的普通の文法といった特徴がある。しかし彼らの話す言葉には理解可能な意味が存在しない。(このような症状は流暢性失語、ジャーゴン失語とも呼ばれる)
このウェルニッケの仕事により、この領域とその言語における役割に関する研究が始められた。それは特に音声言語の理解に関係するものとして知られている。
この領域は弓状束と呼ばれる神経経路を介してブローカ野と接続している。また、その音声言語の理解に関する役割から、一次聴覚野との接続が示されている。

## 画像

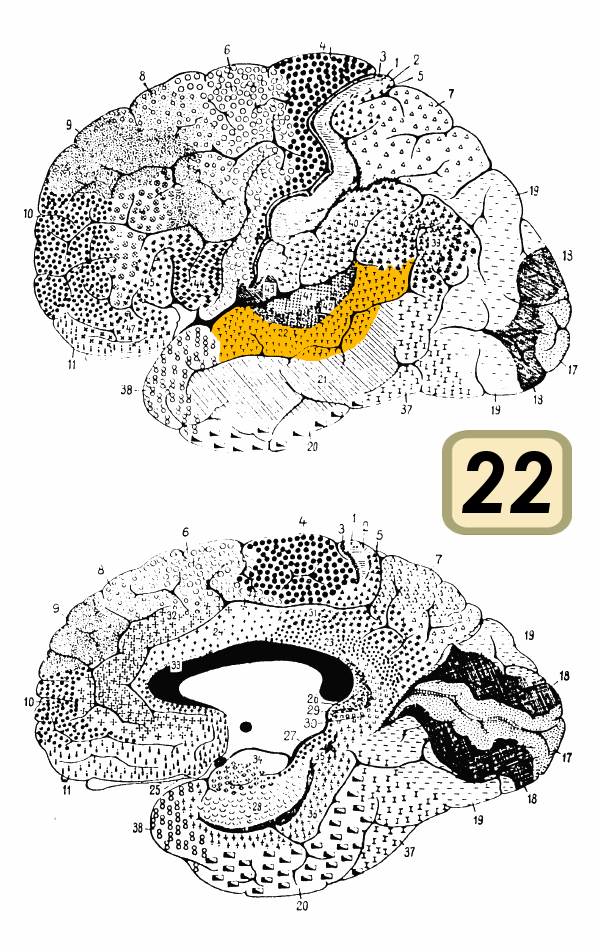
ブロードマンの脳地図における22野